# Ken Berry
Kenneth Ronald "Ken" Berry (Moline, 3. studenoga, 1933. – 1. prosinca 2018.), bio je američki glumac.

## Vanjske poveznice
- Ken Berry na IMDB-u